# San Bartolomeo Val Cavargna
San Bartolomeo Val Cavargna (bis 1863 einfach San Bartolomeo) ist eine norditalienische Gemeinde in der italienischen Provinz Como in der Region Lombardei.

## Lage und Einwohner
San Bartolomeo liegt nördlich von der Provinzhauptstadt Como im Val Cavargna zwischen San Nazzaro Val Cavargna und Cusino unweit Schweizer Grenze. Sie bedeckt eine Fläche von 10,51 km² und umfasst sechs Ortsteile (Fraktionen) zwischen 700 und 900 m ü. M. Sora, im Talgrund am Cuccio; Vora, etwas höher, mit der Pfarrkirche; Calbino, Gemeindehauptort; Tavaino, mit Oratorium San Rocco (16. Jahrhundert); Costa im Osten liegt 925 m ü. M.; Oggia im Norden 1118 m ü. M, erbaut 1949, mit Kirche Santa Maria Ausiliatrice. 
Die Nachbargemeinden sind Carlazzo, Cusino, Garzeno und San Nazzaro Val Cavargna.

### Bevölkerungsentwicklung
- Fusion mit San Nazzaro im 1812

## Geschichte

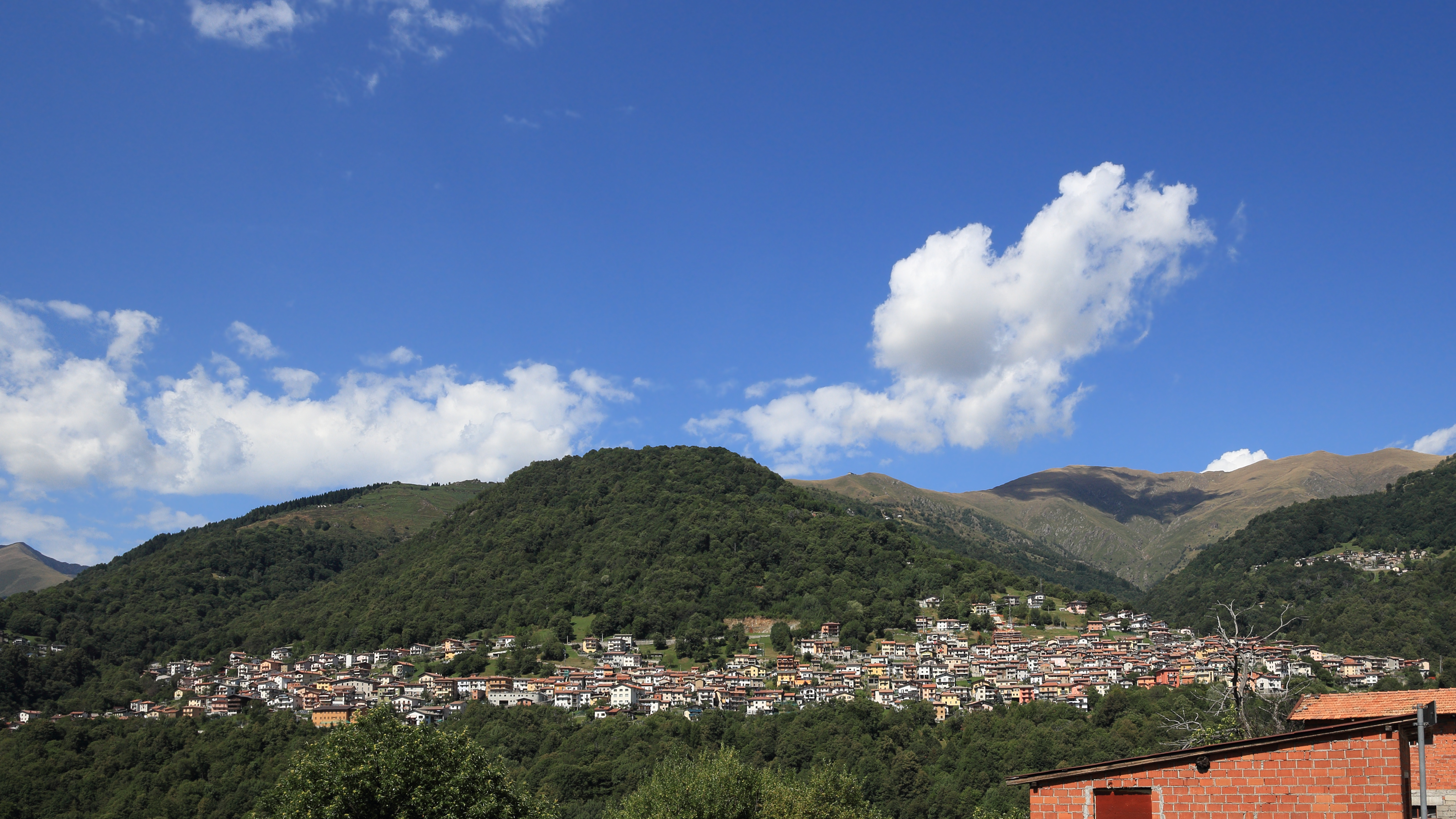
San Bartolomeo Val Cavargna, gesehen von Cusino

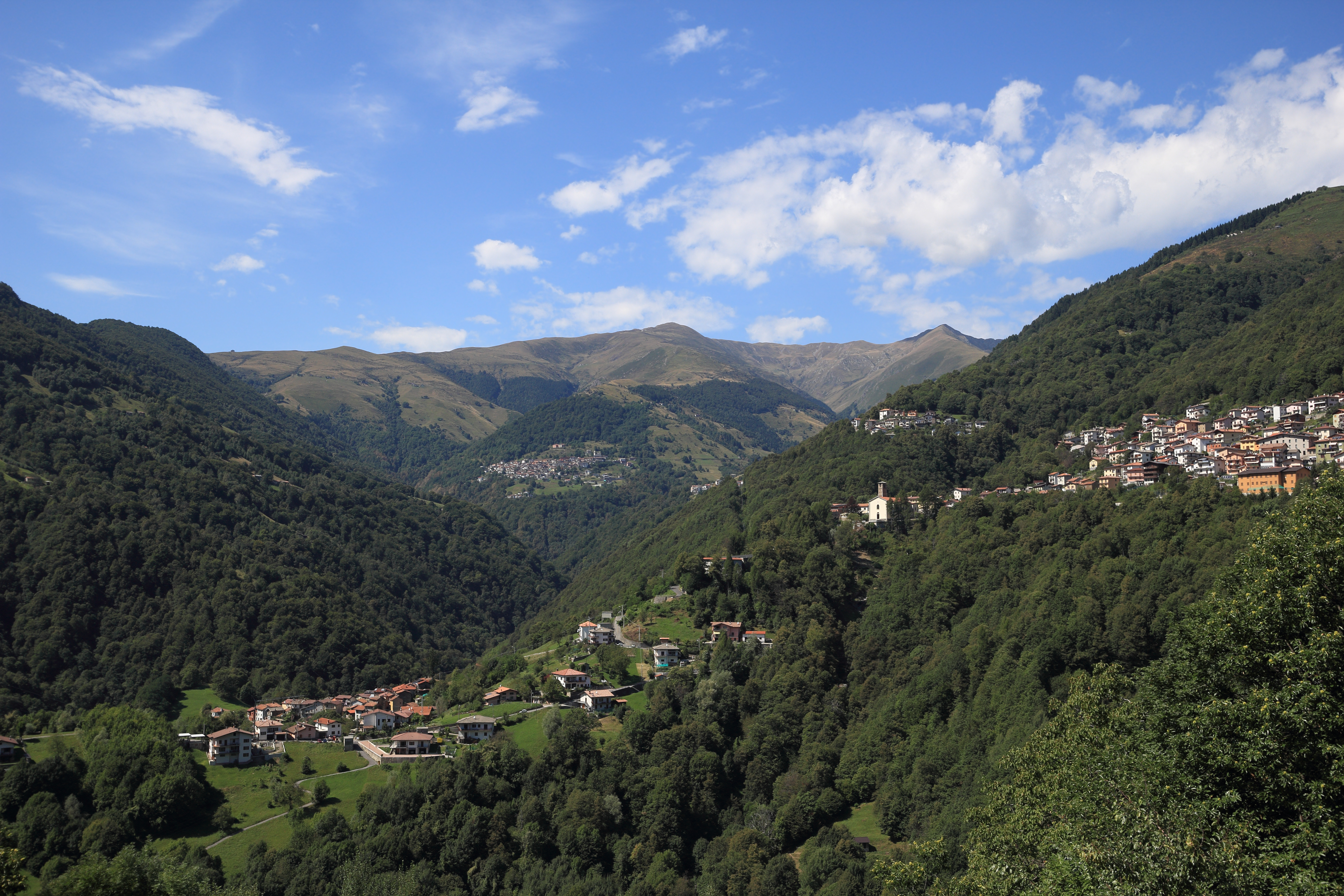
San Bartolomeo Val Cavargna, Sora und San Lucio Pass im Hintergrund

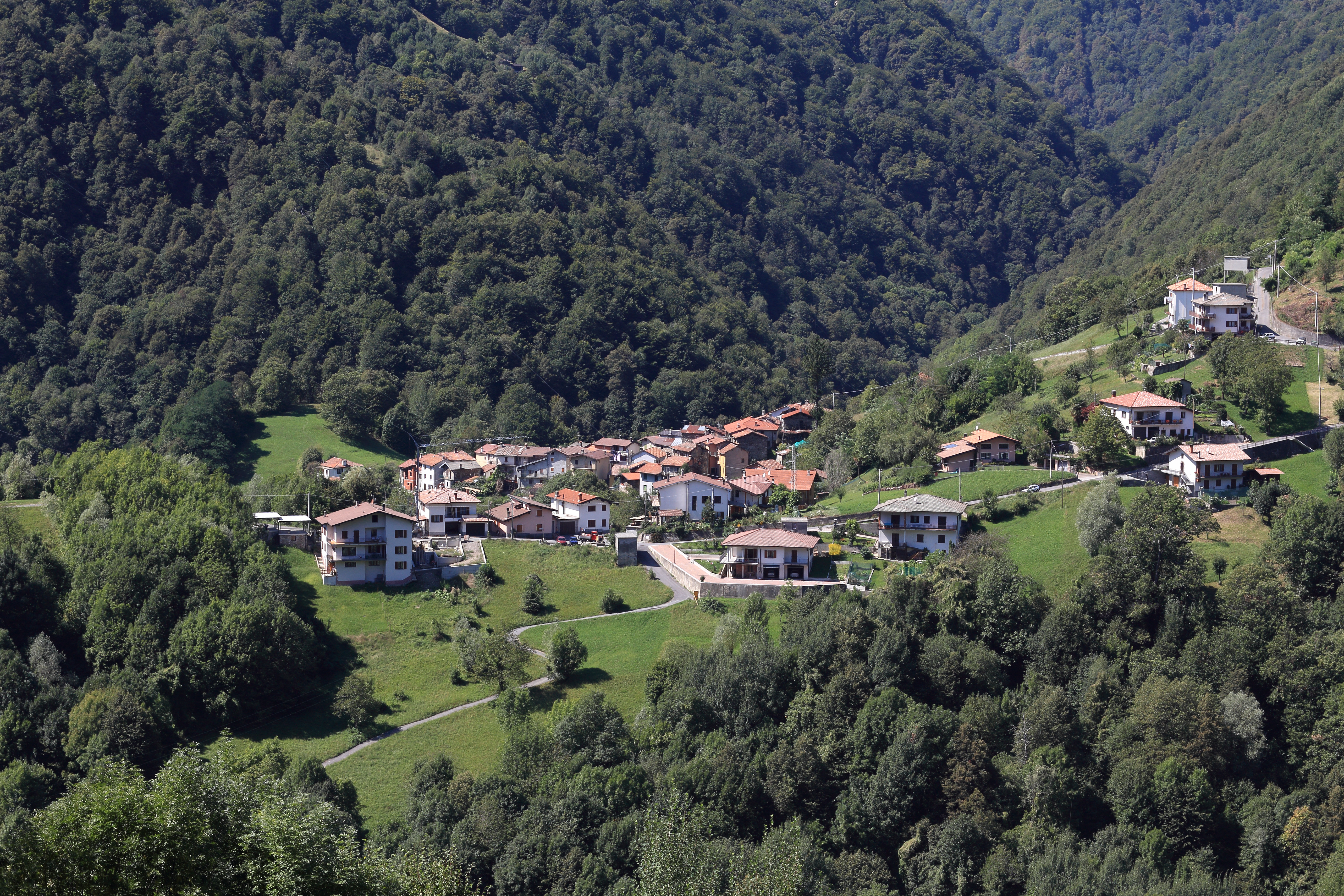
Ortsteil Sora gesehen von Cusino

Zur Zeit des Herzogtums Mailand war die Gemeinde San Bartolomeo Teil der Pfarrei Porlezza.
Die Ortsteile Galbino, Vora und Sora gehörten bereits 1751 zu San Bartolomeo.
Als Napoleon Bonaparte 1812 eine Intervention zur Konzentration der bevölkerungsarmen Gemeinden des Königreichs Italien anordnete, wurde San Bartolomeo in die Gemeinde San Nazzaro eingegliedert. Dieser Zusammenschluss wurde jedoch 1816 von Österreich-Ungarn aufgehoben, das nach dem Sturz Napoleons in die Lombardei zurückkehrte und entschlossen war, die Verwaltung des konstituierten Königreich Lombardo-Venetien zu reformieren, indem es neue Provinzen aktivierte, darunter die von Como.
Nach der Einigung Italiens wurde die Gemeinde San Bartolomeo durch ein königliches Dekret vom 8. Februar 1863 in „San Bartolomeo Val Cavargna“ umbenannt.
Ein zweiter Zusammenschluss der Gemeinden San Bartolomeo Val Cavargna und San Nazzaro Val Cavargna war zwischen 1928 und 1950 in Kraft.

## Sehenswürdigkeiten
- Kirche San Bartolomeo, ein großes Gebäude mit einem neugotischen Querschiff. Eine breite Treppe führt zu der Fassade, die die des abgerissenen Gebäudes aufnimmt. Im Inneren befinden sich ein barocker Altar aus polychromem Marmor und zwei Fresken, die die Madonna auf dem Thron mit dem Täufer und dem heiligen Rochus aus dem 15. Jahrhundert und den Heiligen Antonius von Padua aus dem 17. Jahrhundert darstellen, der aus den Häusern von Vora und Sora stammt. Zwei Gemälde stellen die Heilige Familie mit dem heiligen Karl Borromeo von 1633 und den Heiligen Antonio Abate, Stefano e Giacomo von 1652 dar. Der Comer Maler Eugenio Rossi bereicherte 1963–1964 die Kirche mit Buntglasfenstern in der Apsis mit den Fakten des Alten Testaments und an der Fassade, dem Königtum der Jungfrau.[3]
- Kirche Santa Margherita[4]
- Kirche Santa Maria Ausiliatrice im Ortsteil Oggia
- Oratorium San Rocco erbaut im 16. Jahrhundert bewahrt Fresken.

## Veranstaltungen
- Il Presepe Vivente (Lebende Krippe), jedes Jahr (24.–27. Dezember) im Ortsteil Sora.[5]